# ナンシー・ミットフォード
ナンシー・ミットフォード（英: Nancy Mitford、公式の家名はフリーマン＝ミットフォード、1904年11月28日 - 1973年6月30日）は、イギリスの小説家、伝記作者、ジャーナリストである。著名なミットフォード姉妹の一人であり、2つの世界大戦の間の時代にロンドン社交界で「明るい若者（Bright young things）」に含まれていた。イングランドとフランスの上流階級に関する小説と、切れ味があり、挑戦的でもあったその機知で知られている。歴史上の伝記作者としても評判を確立した。
ミットフォードは第2代リーズデイル男爵デイビッド・フリーマン＝ミットフォードの長女であり、特権階級の子供として育った。私的な教育を受け、1931年に最初の小説を出版するまで、作家としての訓練を受けていなかった。この処女作とその後の3作もそれほどの評判を呼ばなかった。ミットフォードの評判を確立したのは戦後の自叙伝的小説『愛の追跡』と『寒い気候の愛』の2作だった。1933年にピーター・ロッドと結婚したが満足せず、第二次世界大戦中に自由フランス軍の軍人ガストン・パレウスキーとの関係ができた。二人は正式の結婚はしなかったが、生涯を通じて愛した。戦後はフランスに移って生涯そこに住み、手紙や訪問を通じて多くのイギリス人友人との社交を継続した。
1950年代、ミットフォードは「U英語」と「非U英語」の概念で注目された。これは毎日の会話で使われる言葉でその社会的出自と立場が分かるという考え方だった。ミットフォードはこれを冗談にしようとしたが、多くの者は深刻に捉え、おそらくその最も認められた伝来のものである作法と育ちの権威と見られた。晩年はほろ苦いものになった。ポンパドゥール公爵夫人、ヴォルテール、ルイ14世の伝記研究は成功したが、パレウスキーとの関係は躓き、対照的なものになった。1960年代後半から健康を害し、数年間闘病生活を行った後の1973年に死んだ。

## 伝記

### 家系と係累

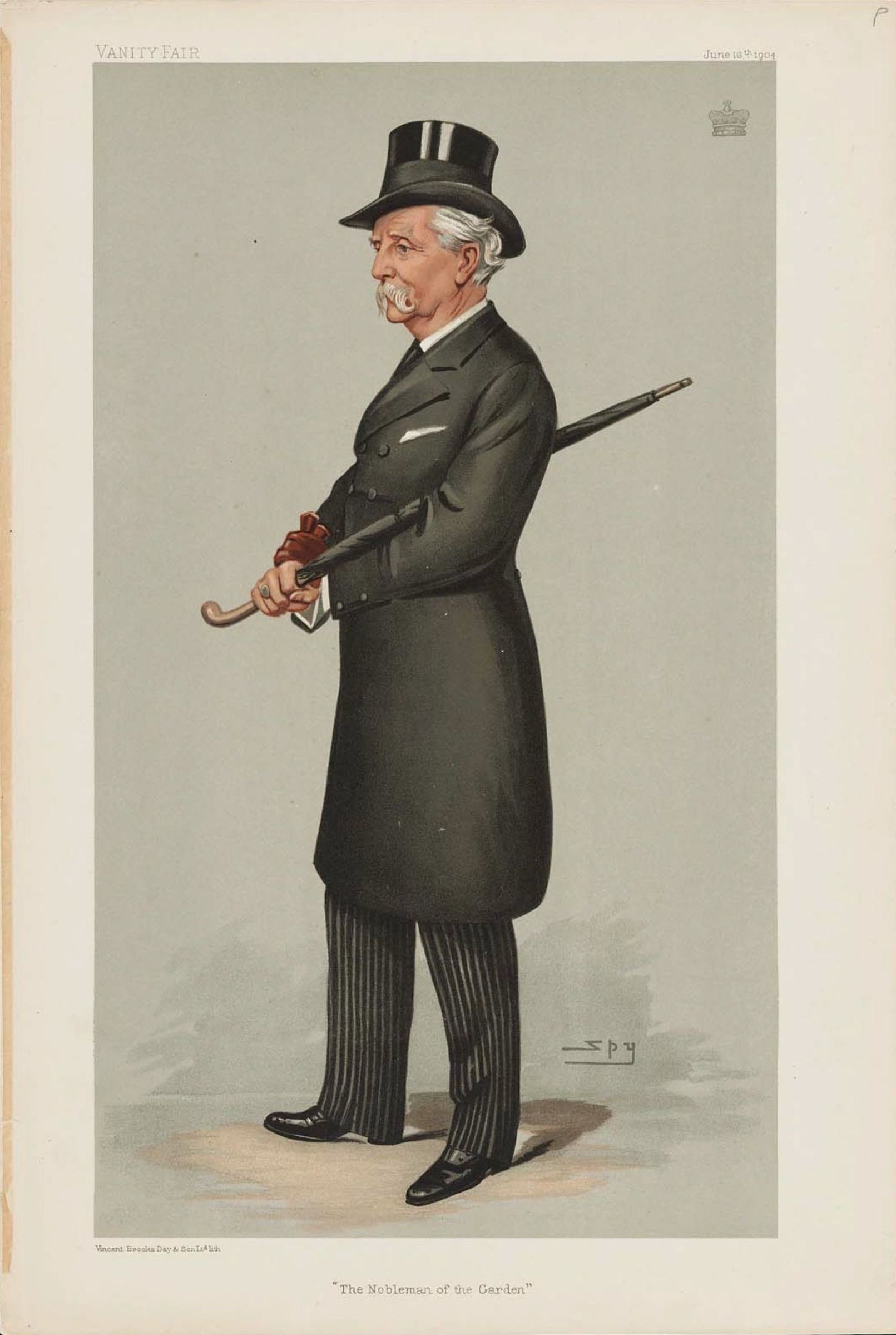
"バーティ"・ミットフォード、1902年にリーズデール男爵家を興した

ミットフォード家はノルマン時代にまで遡り、ジョン・ド・ミットフォード卿がノーサンバーランドにミットフォード城を持っていた。14世紀後半から15世紀初期にジョン・ミットフォードが重要な公的役職幾つかを保持し、その後は代々公職を務める伝統を作った。18世紀、ウィリアム・ミットフォードが古典的歴史家の指導的存在となり、古代ギリシャの明確な歴史書を作った。その曾孫にあたるアルジャーノン・バートラム・ミットフォードが1837年に生まれ、"バーティ"と呼ばれ、1874年から1880年のディズレーリ第二次内閣で小さな役職を保持した外交官かつ旅人だった。1874年、第10代エアリー伯爵デイビッド・オギルヴィの次女クレメンティーナと結婚し、ミットフォード家をイギリスの最も著名な貴族の家系と繋ぐことになった。クレメンティーナの姉であるブランシェ・オギルヴィは、軍人から実業家になったヘンリー・モンタギュー・ホージャーの妻になった。この夫婦に生まれた4人の子供には、クレメンタイン（"クレミー"）がおり、1908年に後にイギリス首相となるウィンストン・チャーチルと結婚した。同じく娘のネリーはバートラム・ロミリーと結婚した。ホージャーもブランシェも性的に乱れたところがあり、歴史家や一族からホージャーはクレミーの父ではないというのが受け取られ方だったが、登録上は父だった。ブランシェはクレミーが生まれる少し前に、友人であるロンドンデリー夫人に生まれてくる子の父は義弟であるバーティ・ミットフォードだと告げていた。歴史家の大半は別の者が父親である可能性を否定していない。
バーティ・ミットフォードの結婚から息子5人と娘4人が生まれた。政府への奉職は1886年に終わった。この年、従兄弟が死んで、かなりの財産を相続した。その相続の条件は「フリーマン＝ミットフォード」の家名を受け継ぐことだった。バーティは領地の本拠地にバッツフォード・ハウスを建設し、1890年代には短期間統一主義者国会議員を務め、それ以外の時間は書籍、書き物、旅に使った。1902年、初代リーズデール男爵として貴族に列せられた。この爵位は以前一族が持っていたが、1886年に失効していたものの再生だった。

#### ミットフォード家の家系図

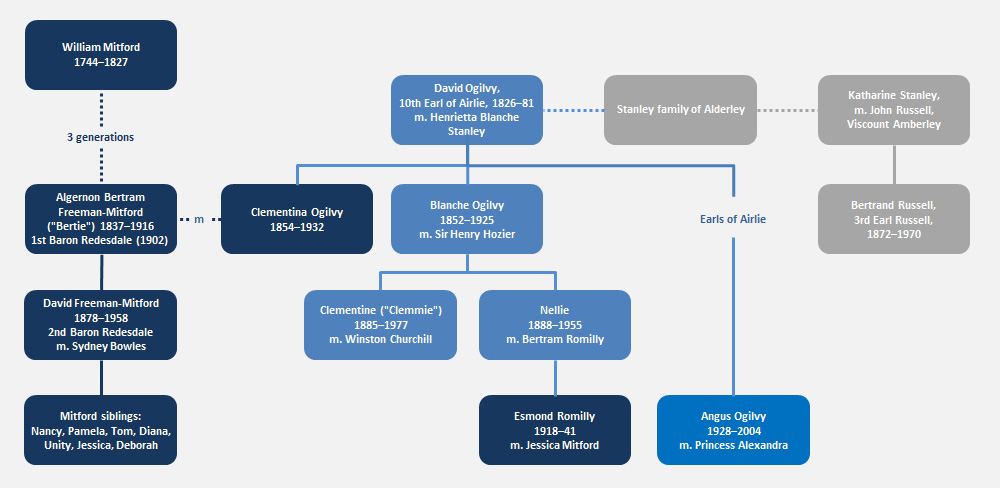
ミットフォード家の係累を示す家系図、婚姻を通じてラッセル家（ベッドフォード公爵）、チャーチル家（マールボロ公爵）など指導的家系に繋がり、アレクサンドラ王女を通じて英王室に繋がる。デボラ・ミットフォードがアンドリュー・キャベンディッシュと結婚した。キャベンディッシュはその後デボンシャー公爵となった。

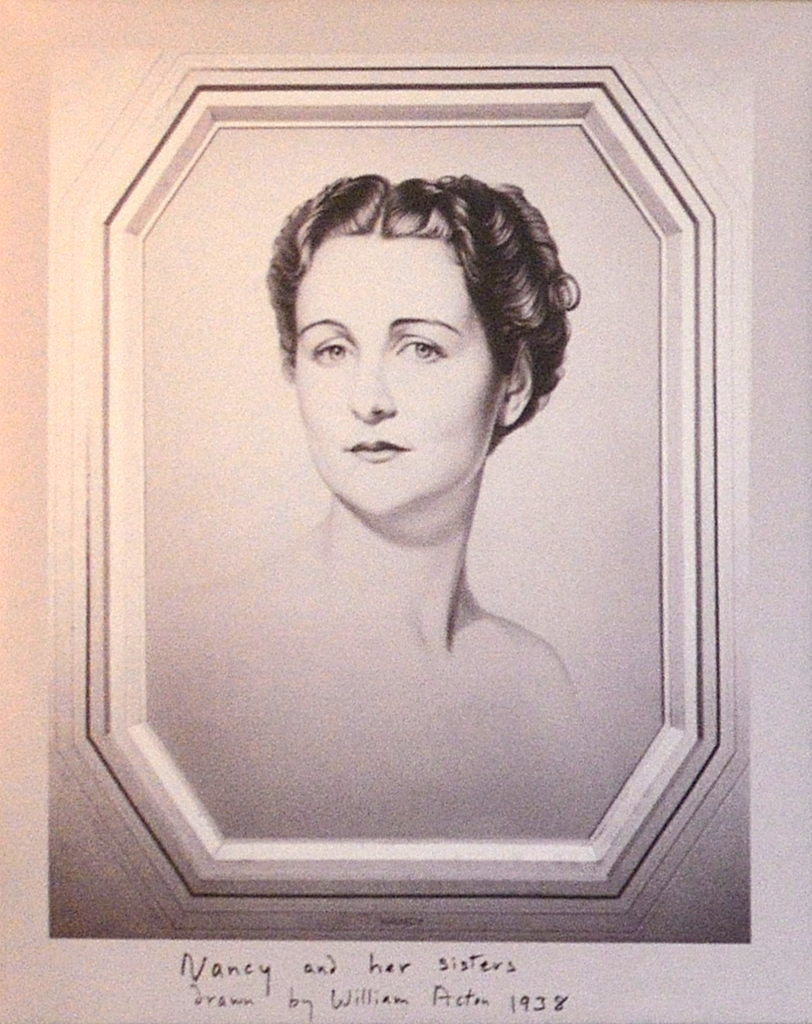
ナンシー・ミットフォード(1904年11月28日 – 1973年6月30日)
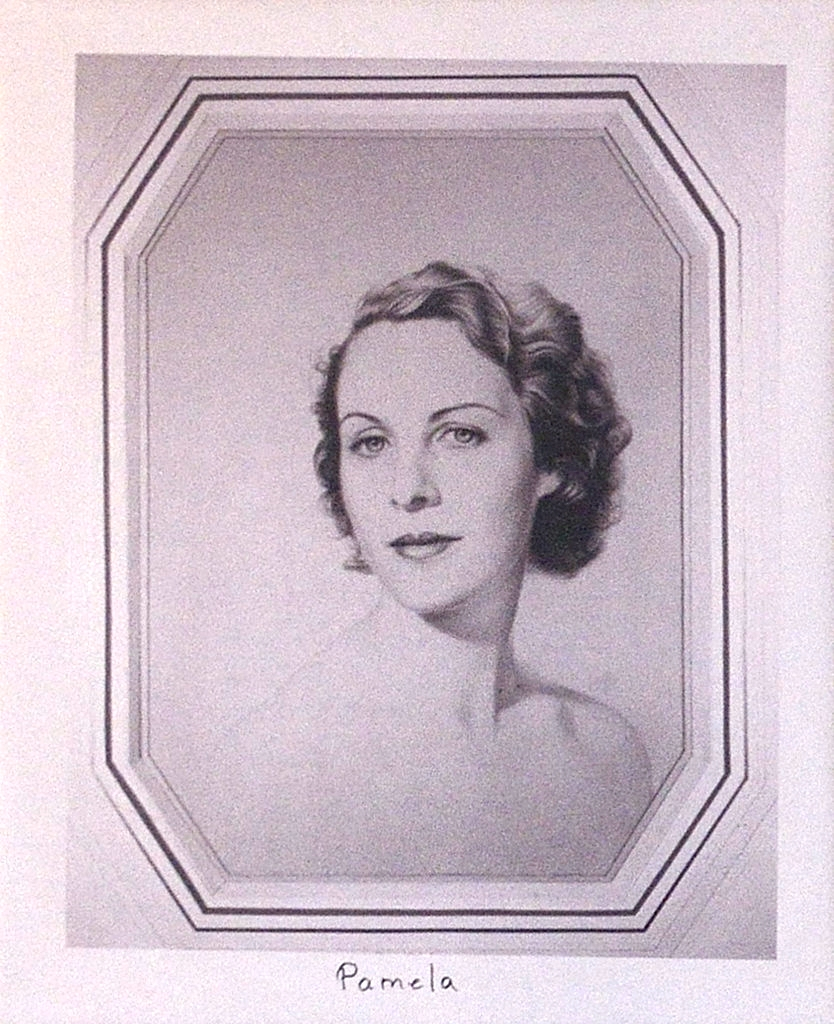
パメラ・ミットフォード(1907年11月25日 – 1994年4月12日)
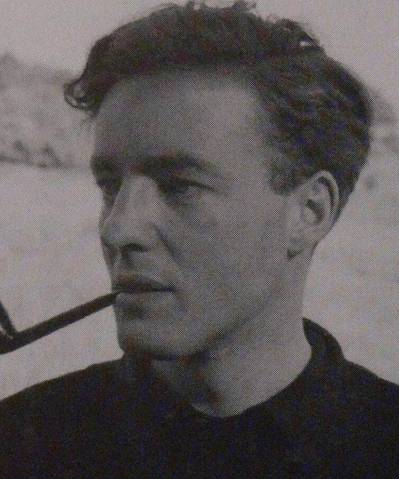
トマス・ミットフォード(1909年1月2日 – 1945年3月30日)
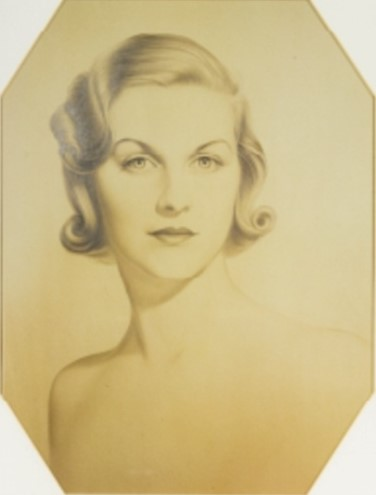
ダイアナ・ミットフォード(1910年6月17日 – 2003年8月11日)
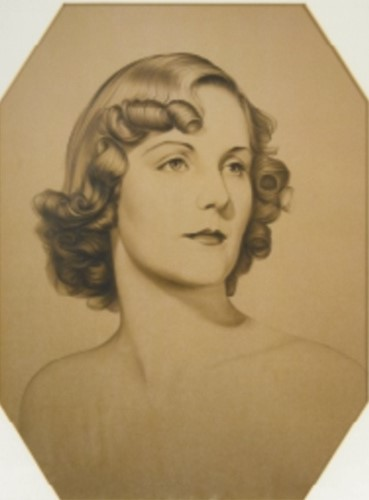
ユニティ・ヴァルキリー・ミットフォード (1914年8月8日 – 1948年5月28日)
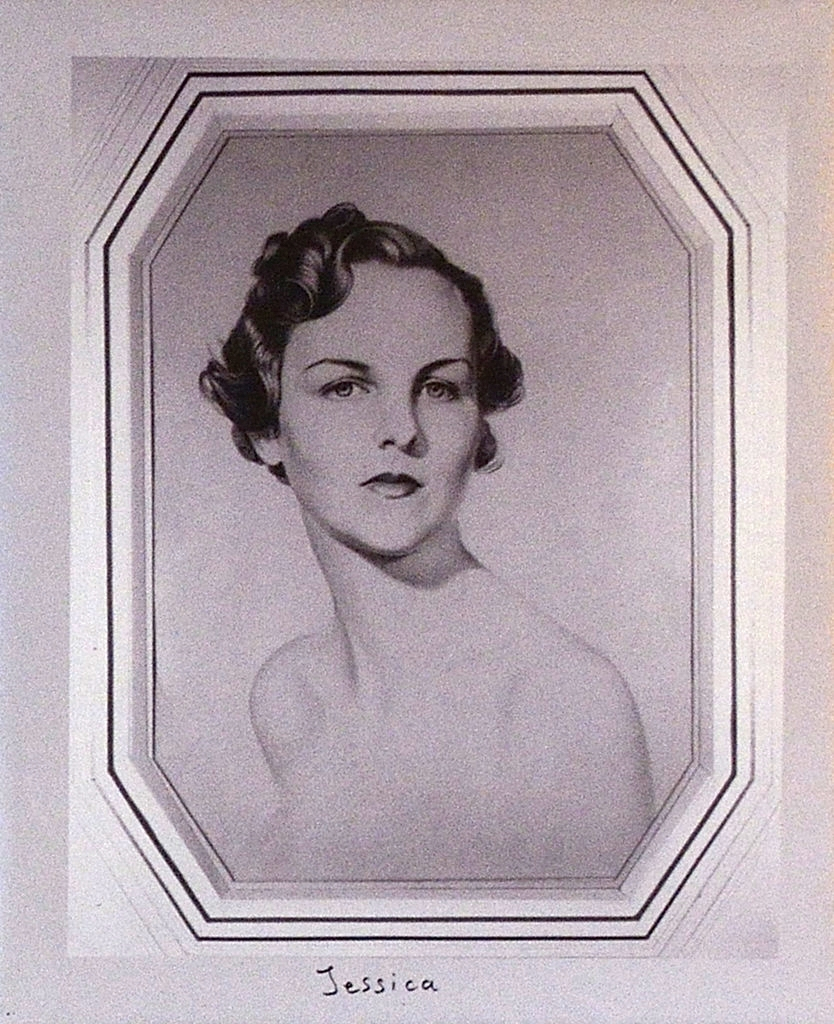
ジェシカ・ミットフォード(1917年9月11日 – 1996年7月22日)
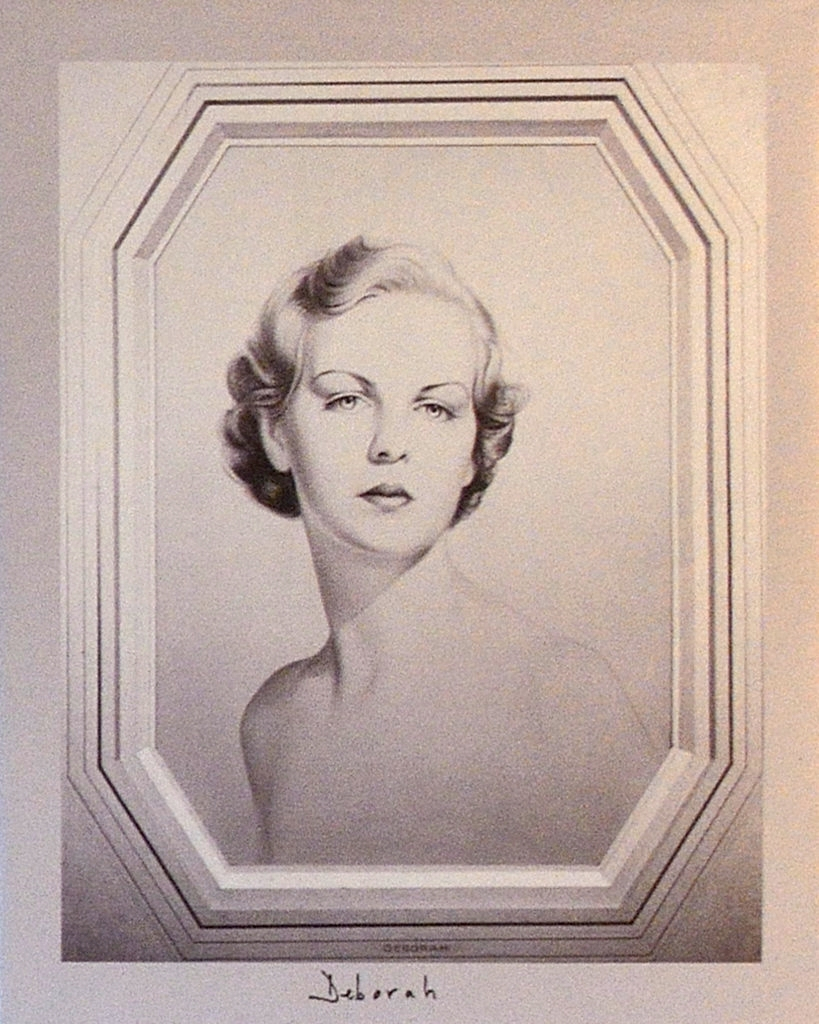
デボラ・ミットフォード(1920年3月31日 – 2014年9月24日)

### 子供時代

#### 家系
ナンシー・ミットフォードの父、デイビッド・バートラム・オギルヴィ・フリーマン＝ミットフォードは、バーティ・ミットフォードの次男であり、1878年3月13日に生まれた。セイロンで紅茶農園主を数年間務めた後、1899年から1902年のボーア戦争に従軍し、重傷を負った。1903年、トマス・ギブソン・ボウルズの長女シドニー・ボウルズと婚約した。ボウルズは"タップ"とも呼ばれ、雑誌『バニティーフェア』や『淑女』を発行するジャーナリスト、編集者、雑誌経営者だった。この二人は1904年2月16日に結婚し、ウェストロンドンのグラハム通りで家を借りた。ボウルズはこの義理の息子に、雑誌『淑女』の事業マネジャーという職を提供した。デイビッドは本を読むことにほとんど興味を示さず、事業についても何も知らなかった。ナンシー・ミットフォードの伝記作者セレナ・ヘイスティングスに拠れば、その仕事は「あまり気持ちいい職ではなく、ほとんど想像できないもの」だった。デイビッドはそれでも10年間続けた。夫妻の最初の子、娘が1904年11月28日に生まれた。ルビーと名付けるつもりだったが、生まれたあとに気持ちを変えて、ナンシーと名付けた。

#### 幼少の時代
ナンシーを日々育てる責任は乳母と子守りに与えられ、シドニーは子供と言うのは矯正されたり怒って話をされたりすべきではないと短期間だが信念をもっていたその枠組みで育てられた。この実験が中断される前に、ナンシーは自己中心で自制の効かない子になっていた。ヘイスティングスは、ナンシーの幼少時代が「騒ぎや赤い顔をした怒りで特徴付けられる」と記している。3歳になる直前に、妹のパメラが生まれた。乳母が妹を可愛がるようになり、それがナンシーにとっては新たな怒りの源となり、ナンシーの子供時代、青春時代を通じて妹に不快の気持ちを発散し続けた。
1909年1月、弟のトムが生まれ、1910年6月には次の妹ダイアナが続いた。この年の夏、子守りだらけとなっていた家の圧力から解放されるために、ナンシーは近くにあったフランシス・ホランド学校に入学した。そこで数か月を過ごしたのが、ナンシーの受けた公式の教育のほぼ全てとなった。秋になり、家族はケンジントン、ビクトリア道路の大きな家に移転し、その後のナンシーは次々と女性家庭教師からの教育を受けた。夏はバッキンガムシャーにあるハイ・ウィカムの家族のコテージで過ごすか、リーズデールの祖父が持つバッツフォード・パークで過ごした。1913年から1914年の冬、デイビッドとシドニーはカナダを訪れた。デイビッドがオンタリオ州スワスティカで購入した利権で、金鉱を調査した。5人目の子供を妊娠したのがこの時期であり、1914年8月8日にロンドンで生まれた娘はユニティと名付けられた。

#### 戦争、バッツフォード・パーク、アストホール・マナー
1914年8月4日に第一次世界大戦が始まると、デイビッドはその連隊に再入隊し、間もなくフランスに行った。1915年5月、デイビッドの兄であるクレメントが第10軽騎兵連隊に従軍しているときに戦死した。このことでデイビッドはリーズデールの爵位と土地を継承する者になった。1916年8月17日、バーティ・ミットフォードが死んだ。このときデイビッドはまだ前線にあったが、第2代リーズデール男爵になった。シドニーは直ぐに長年ほとんど閉鎖された状態にあったバッツフォード・ハウスを占領し、暖められる場所を使った。子供達は屋敷や庭の主導権を取り、1つの教室で共に教育を受けた。これはナンシーにとっては憤懣の種となり、その活発な知性は大きな刺激を必要としていた。バッツフォード・ハウスの図書室で本を読んで時間を過ごし、ヘイスティングスに拠れば、知的生活の基礎が作られた時だった。

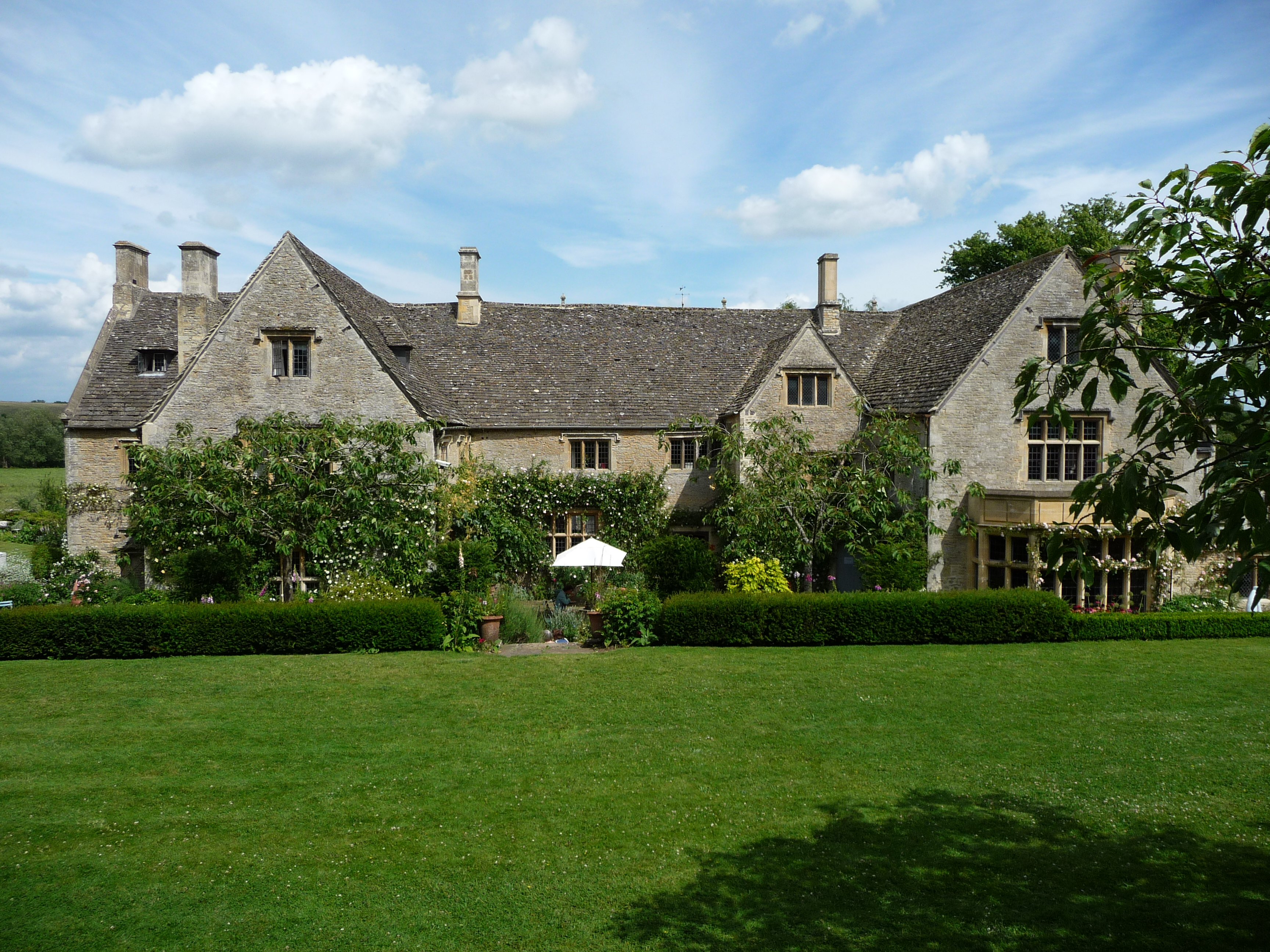
アストホール・マナー、ミットフォード家が1919年から1926年まで使った

リーズデールの敷地は広大だったが、不経済だった。終戦のときに、リーズデールはバッツフォード・パークを売却して、増え続けていた家族（5女のジェシカが1917年9月に生まれていた）を、それほど贅沢ではない家に移すことにした。この家は1919年初期に売却され、ナンシーが当惑したことに、その図書室の多くを含む中身も売却された。新しい家はオックスフォードシャーのスウィングブルック近くにあったジャコバン様式建築の邸宅アストホール・マナーだった。この家は近くの土地に新しい家を建てるまでの短期的な位置付けにあった。ミットフォード家はこの家に7年間住んでいた。ナンシーが後に半自叙伝風に書いた小説で叙述する、家族劇の多くがここで行われた。
ナンシーにとって成長は難しい過程だった。直ぐ下の妹であるパメラとの関係が作れず、それより下の弟妹達には飽き飽き、イライラさせられ、その感情を、彼等をからかい、いじめることで発散した。ナンシーの嘲りの中には疑いなく残酷さもあったが、他の子供達はトムが主導して「対ナンシー同盟」をつくることになった。ナンシーのからかいは、甥のアレクサンダー・モズレーの回想に拠れば、「非常に競争的で明るく活力のある姉妹達を、秩序ある状態にしておくための高度に磨かれた武器だった。彼女はそれを自己防衛の形で使った」となる。弟妹達との対話は常に敵対的なものではなく、その楽しみのために「ザ・ボイラー」という雑誌を編集制作し、娯楽として残忍な殺人の話などを載せていた。
1921年、ナンシーは何年か適切な教育を嘆願した後、良家の若い淑女のために作られた非公式民間施設であるヒースロップ城で1年間の寄宿教育を許された。ローラ・トンプソンは、ナンシーの伝記の中で、ヒースロップのことを、学校というものではなく、「デビュー前のより質素な生活」と表現している。ここでナンシーはフランス語などの科目を習い、組織化されたゲームを行い、ガール・ガイド団員になった。家から離れて初めての生活であり、楽しむことができた。翌年ナンシーは他の4人の少女と共にパリ、フィレンツェ、ベニスを回る修学旅行を許された。彼女の家に宛てた手紙には見たもの聞いたものに対する驚きの表現で満ちており、「これほど絵が好きだとは思わなかった...私の部屋がありさえすれば、常設の画廊にしてしまうだろう」と記していた。

### 社交界デビュー
1922年11月、ナンシー18歳の誕生日は楽しいカミングアウト舞踏会の場であり、すなわち社交界へのデビューだった。さらに1923年6月には宮廷に参上した。バッキンガム宮殿で国王ジョージ5世に正式に紹介され、その後は公式には「アウト」（自由）であり、ロンドン・シーズンを構成する舞踏会やパーティに出席できた。その後の数年間の大半を一通りの社交行事で過ごし、新しい友達を作り、1920年代ロンドンの「明るい若者」と交わった。ナンシーは「夜明けを除けばほとんど日の光をみることがない」と言っていた。1926年、アストホール・マナーがやっと売却された。スウィンブルックの新しい家を準備している間、家族の女性陣は3か月間パリに移動した。そのときにナンシーのフランスとの「終生続く情事」が始まった
ロンドンでの新しい友人の中にイーヴリン・ガードナーが居り、弟のトムに告げたところでは、「書くことが大変うまいと私が信じるイーヴリン・ウォーと呼ばれる男性と婚約していた。後にナンシーとウォーは長続きする友情を発展させた。ナンシーは適齢期にあったが、父はナンシーの男友達のほとんどに攻撃的な敵意を持ち続け、ヘイスティングスが述べているように、特に浅はかで、美を求めるようで、女々しい方向に向かったからだった。その中に第5代ロスリン伯爵の次男ハーミッシュ・セントクレア・アースキンが居た。オックスフォード大学の学生で、ナンシーより4歳年下だった。ヘイスティングスに拠れば、アースキンは最も合いそうにない相手であり、「最も揺らぎ、自己陶酔的な美しい蝶々」であり、リーズデール卿を最も怒らせそうな人物だった。この二人は1928年に出遭い、非公式に婚約したが、アースキンは同性愛者だった（ナンシーは気付いていなかった可能性がある）。家族からの否定的反応や、友人のウォーから「着飾ってよりましな男を捕まえた方がいい」という助言があったものの、この関係は間歇的に数年間続いた。

### 駆け出し作家
ナンシーは父から貰う僅かばかりの小遣いを補う手段として、書き物を始め、ウォーからも奨励された。最初期の作品は社交界の雑誌のゴシップ欄に投稿する匿名記事であり、時として署名記事があった。1930年、雑誌「淑女」と連載コラムを書く契約をした。その年の冬、長編小説『ハイランド・フリング』を書き始めた。その中では彼女の友人、知人、家族とおぼしい様々な登場人物が、スコットランドのハウス・パーティに出席し、混乱状態を生みだすことになる。この本は1931年3月に出版されたが、ほとんど評判にならず、即座に次作『クリスマス・プディング』を書き始めた。一作目と同様、この作品も「明るい若者」と古い世代の衝突を筋にしていた。ハーミッシュ・アースキンは明らかに「ボビー・ボビン」として登場しており、ジョン・ベチェマンがボビーの家庭教師という脇役のモデルだった。このあまり隠し立てしない風刺で充満した本はリーズデール夫人を驚かせ、ミットフォード自身の名前では出版されてはならないと思った。
アースキンとナンシーの間の交際は間歇的に続いていた。ナンシーはこの関係に見込みはないと思うことが多かったが、他からの結婚の申し込みは「ハーミッシュ以外の誰とも結婚するつもりはない」と言って断っていた。1932年、妹のダイアナを巻き込むスキャンダルでナンシーの誓約に陰りが生じた。ダイアナは1928年にブライアン・ギネスと結婚し、2人の息子ができていた。1932年、ダイアナは夫を捨てて、イギリスファシスト連合の指導者オズワルド・モズレーの愛人になった。モズレーは結婚しており、3人の子供がいた。家族の中ではナンシーだけがダイアナを支持し、定期的に訪問しては家族のことや社交界のゴシップを伝えていた。アースキンとの情事は突然終わりになった。1933年6月、アースキンがロンドンの銀行家の娘と結婚するつもりであることを伝えてきた。ナンシーは別れた後の最後の手紙で「貴方の心の中で貴方は私を愛したと思う。結局私たちは子供を持ち、年取った時に人生を振り返るべきだった。」と書いていた。

### 結婚、著述、政治

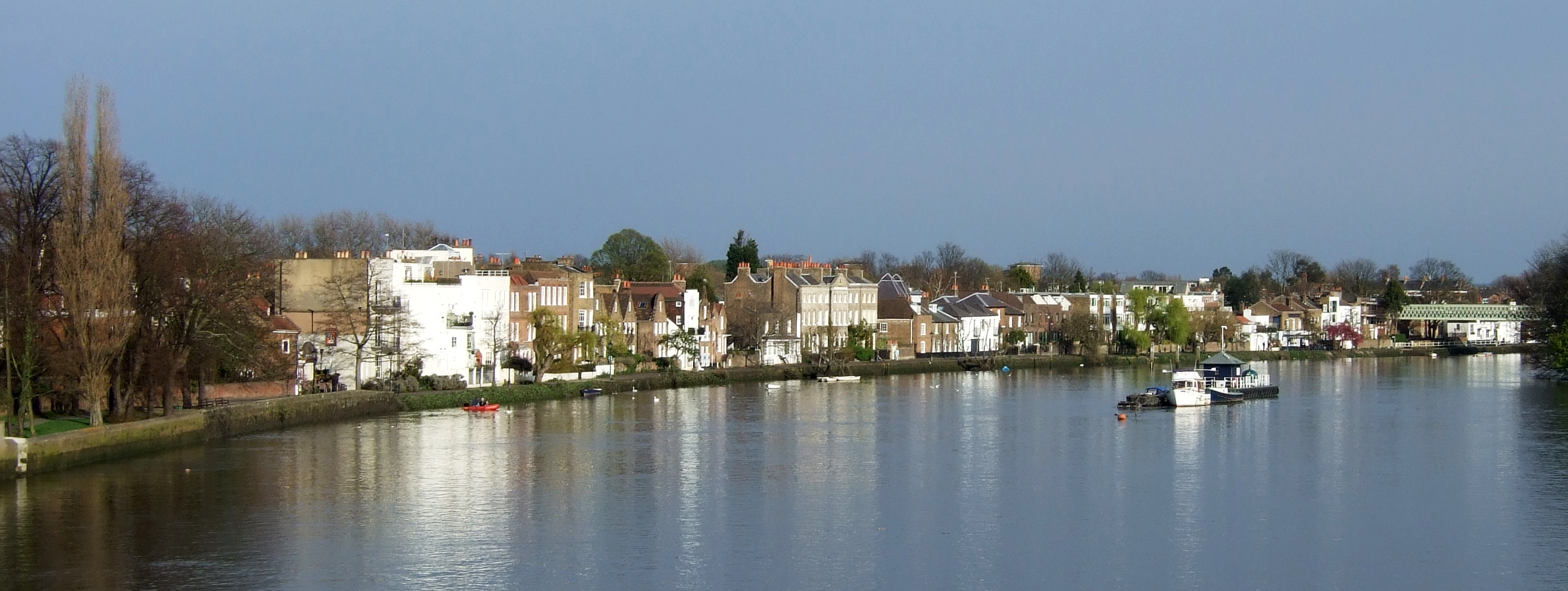
キューブリッジから見たストランド・オン・ザ・グリーン

アースキンと分かれて1か月も経たない内に、ナンシーはレネル・ロッド卿の次男ピーター・ロッドとの婚約を発表した。ロッド卿は外交官かつ政治家であり、その年にレネル男爵として貴族に列せられたばかりだった。ナンシーの友人ハロルド・アクトンに拠れば、ピーター・ロッドは「際限なく将来のある若者であり、選ぶことになったどんな職業でも成功する豊富な資質がある」と評価していた。他の伝記作者は、責任感が無く、不誠実で、退屈で、固定した職に就けない者と表現している。またウォーの作品『黒い悪戯』の無節操で道徳心が無い登場人物バジル・シールのモデルにもなった。二人は1933年12月4日に結婚し、その後ロンドンの西外れにあるストランド・オン・ザ・グリーンのコテージに入った。結婚した当初は喜びに包まれたナンシーだったが、間もなく金の悩み、ロッドの無責任さ、ロッドの家族を嫌悪したことで喜びも無くなっていった。
1934年、ナンシーは3作目の小説『緑地の鬘』に取り掛かった。これはモズレーのファシスト「ブラックシャツ」運動の風刺だった。ナンシー自身は短期間この運動に没入しただけであり、その熱狂は短命で、間もなくファシズムの騒々しい敵対者になった。この小説が出版された1935年にはほとんど書評も書かれなかったが、家族の特にダイアナとユニティという妹二人を怒らせることになった。二人ともモズレーの運動を支持し、次第にドイツの独裁者アドルフ・ヒトラーを支持するようになっていた。ダイアナは最後はナンシーを許したが、この本の中で愚かな「ユージニア・マルマン」として描かれていたことに怒ったユニティとの間の溝が埋められることはなかった。
1936年までにナンシーの結婚生活はほとんど破綻していた。ロッドは友人の妻との情事にふけるようになり、その状態は新年になっても継続していた。その1937年、19歳の妹ジェシカが従兄弟のエズモンド・ロミリーと駆け落ちしたことで、ミットフォード家が揺り動かされた。反抗的な元ウェリントンの学生で共産主義者を明言していたロミリーは、スペイン内戦で共和国側で戦った後に、傷病兵として家に送り返されていた。この若いカップルはビルバオに行ったことが分かった。二人を連れ戻させるためにナンシーが行ったが、説得できなかった。二人は5月に結婚した。
1937年から1938年の冬、ナンシーの文学活動の中心は、従兄弟のスタンレーズ・オブ・アルダリーの手紙を編集することであり、この従兄弟とは曾祖母のブランシェ・エアリーを通じて繋がりがあった。ナンシーはこの仕事に1日9時間から10時間を使っており、それで時間が費やされることを不快に思ったロッドとの関係をさらに悪くしたと、友人のロバート・バイロンに知らせていた。それでも1938年夏、ナンシーは妊娠したことが分かった。女の子を期待し「1つの家に2人のピーター・ロッドなんて考えられない」と言っていたが、9月に流産した。1939年初期、ロッドがサウス・オブ・フランスに出発し、スペイン内戦の最終段階でフランコ将軍の軍隊から逃げてきたスペイン人避難民数千人を援助する組織で働いた。5月、ナンシーもロッドに合流して救援作業者としてそこで数週間を過ごした。ナンシーはこのとき見たものに動かされた。「私の人生でこれほど泣いたことはなかった」と言っていた。この経験で反ファシズムの感情を硬化させており、「この病気の拡大を防ぐためになら、悪魔と手を握ることもしよう」と書くまでになっていた。
ナンシーは家庭内で政治的に極論に走ることを拒否し、中道的社会主義の立場を採ったが、ヘイスティングスが指摘しているように、それほどの深さも確信も無かった。ナンシーの著作の多く、例えばスタンレーの書簡集への前書き、さらに1995年の随筆『Uと非U』では貴族的な伝統と価値を頑固に弁護している。

### 第二次世界大戦
1939年9月に第二次世界大戦が勃発し、ミットフォード家が分裂した。ナンシーとロッドは戦争遂行を支持し、ロミリー家はこの時までにアメリカに渡っており、他の者は英独緊張緩和に期待するか、ユニティのようにナチス支持もいた。ユニティは宣戦布告されたときにミュンヘンにいた。絶望した彼女は頭を銃で撃って自殺を図った。ユニティは生き残り、中立国スイスから家に送り返された。モズレーとダイアナは1936年に密かに結婚しており、防衛規則18B の下に拘束された。ナンシーは完全に反ファシストとなり、その妹についてイギリス情報局 MI5に、「冷酷で抜け目のない自負心の強い人、ヒトラーに心酔したファシストで称賛者、ヒトラーはイングランドと民主主義の総体的没落を心より願っている。」と書いていた。「まやかし戦争」（1939年-1940年）のとき、ナンシーは一時期空襲警報隊のドライバーであり、後にパディントンで救急班の交替勤務に就いた。ナンシーはこの時の経験を生かして、4冊目の小説でスパイもののコメディ『ピジョン・パイ』を書いた。この本は1940年5月にハーミッシュ・ハミルトンから出版され、当時の大衆は気軽な戦争の風刺に飢えていなかったので、商業的には失敗だった。

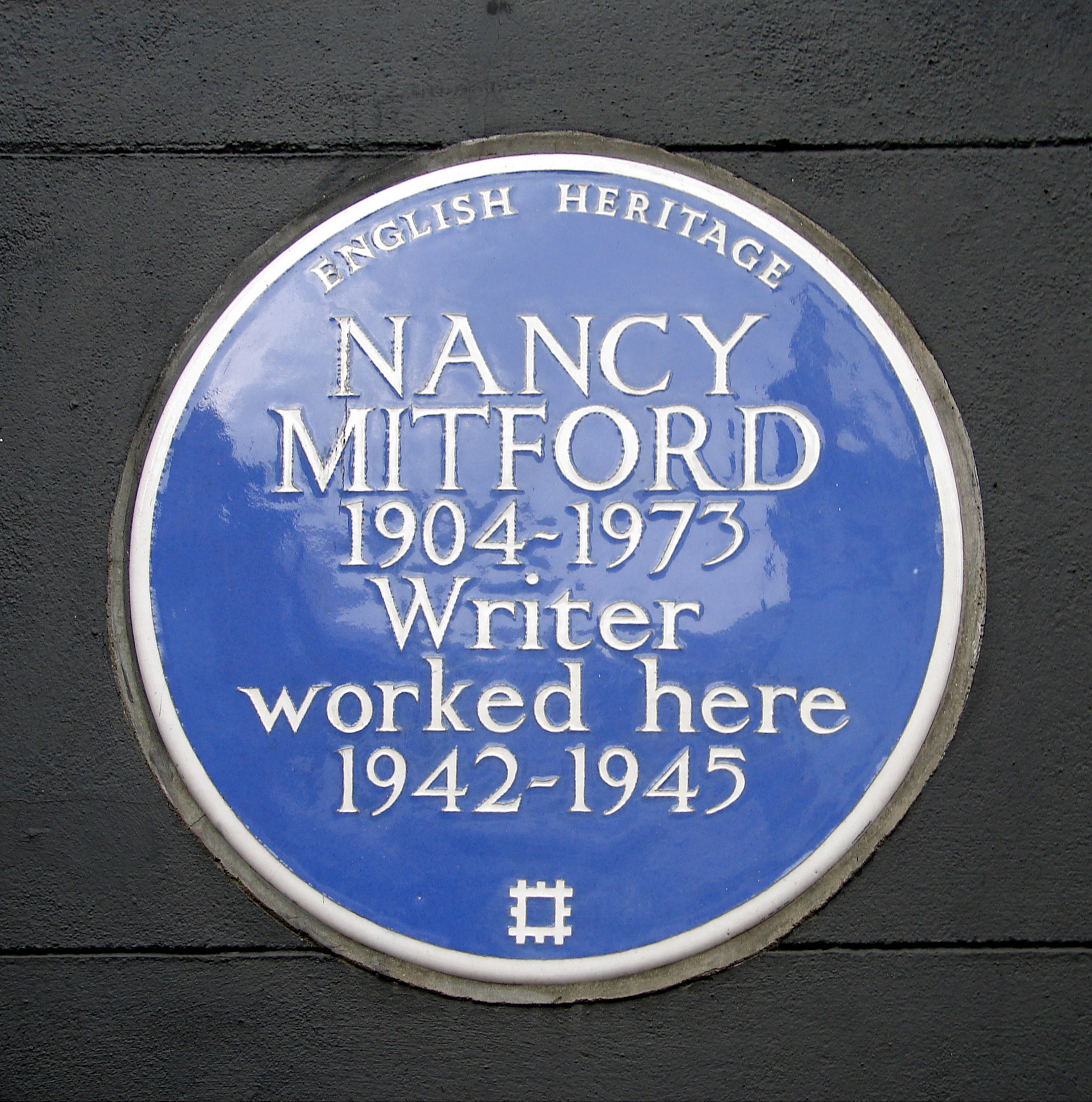
ナンシーの記念銘板、カーソン通りヘイウッドヒル書店の入口

1940年4月、ナンシーは2度目の流産をした。その直ぐ後にウェールズ近衛連隊に任官されていたロッドが、海外に派遣された。ナンシーはロンドンで1人となり、家族の居るラトランドゲイトの家に移って、ロンドン空襲の間もそこに留まっていた。母屋の方はイーストエンドで空襲を受けた地域から逃げ出してきたユダヤ人家族難民のために徴発されていた。ナンシーはその時間の多くをこれら難民の世話に使い、「大変な仕事で、清潔で感謝に満ちていた」と語っていた。自由フランス軍の士官アンドレ・ロイと短期間の交際があり、3回目の妊娠になった。この時も流産となり、そのときの合併症で1941年11月には子宮摘出された。それからの快復後、手持ちぶさただったナンシーはカーソン通りのヘイウッドヒル書店で助手として働き始めた。この店はナンシーの日常活動の中心となり、ロンドンの文学仲間に好まれる集会所となった。1942年9月、シャルル・ド・ゴール将軍のロンドン参謀に付けられたフランス大佐ガストン・パレウスキーと出遭った。ナンシーは彼に魅せられ、ガストンはナンシーの生涯の愛人になった。ただし、ナンシーの感情が完全に報いられたことは無かった。その後の著作には大きな影響を与えた。ナンシーの評判のために、この情事は用心深さが伴っていた。パレウスキーは1943年5月にアルジェリアに向けて出発した。その後の関係は主に手紙の交換であり、時として電話があった。パレウスキーは終戦までほんのたまにしかイングランドに来ることはなかった。
『ピジョン・パイ』が失敗したことでナンシーの執筆意欲は冷めていたが、1944年、ウォーの激励もあって新しい小説の案を作り始めた。1945年3月、店から3か月の休暇を貰って書き始めた。『愛の追跡』は自叙伝的要素の強いラブコメディであり、家族や知人の多くがあまり迷彩を施さずに出てくる。弟のトムがビルマで戦死したことを知るという妨げがあったものの、本を完成させて、9月にパリに行った。この旅は表面上ヘイウッドヒル書店の支店を出すためだったが、実際にはこのときド・ゴールの暫定内閣に入っていたパレウスキーの近くにいたいと思ったからだった。1945年12月にロンドンに戻り、『愛の追跡』を出版した。この作品についてヘイスティングスが、「瞬間的かつ現象的に成功だった。苦難と耐乏の長い戦争期間に対して完全な解毒剤となり、栄養が行き届かなかった大衆にお好みの材料、愛、子供、イギリスの上流階級を届けた。」と記していた。この本は発売1年間で20万部が売れ、ナンシーにベストセラー作家の地位を確立させた。

### パリへの移転
終戦でロッドが帰ってきたが、結婚生活は実質的に終わっていた。相変わらず友好的ではあったが、別々の生活を行った。1945年後半にナンシーがフランスを訪れたことで、そこへの憧れを復活させ、1946年4月、その前の月に店を辞めたナンシーはロンドンを離れてパリの恒久的な家を作りに行った。その後二度とイングランドに住むことはなかった。ナンシーは筆まめであり、膨大な文通で数多い友人仲間との接触を続けた。ヘイスティングスに拠れば、通常の社交を通じてよりも文通で多くの友情を発展させた。

#### ルー・ムシュー
パリに移ってからの18か月間、何カ所か短期間で居を変えながら多忙な社会生活を楽しみ、その中心にあったのはイギリス大使ダフ・クーパーとその社交的な妻ダイアナ・クーパーのいる英国大使館だった。最終的にナンシーは、パレウスキーの住居に近く、パリ左岸のルー・ムシュー7号に、メイド付きで快適なアパートを見つけた。そこに落ち着くと、その後の20年間のほとんどで変わらぬ生活パターンを作り、その正確な時間表はパレウスキーの変化する時間で決められた。その社交、娯楽および仕事の時間の間にイングランドの家族や友達へ定期的な短い訪問が宛てられ、夏はベニスで過ごすのが通常だった。ナンシーの死因となる癌の原因を作ったのは、ベニス滞在中に太陽の光を浴びたからだという憶測がある。
1948年、ナンシーは『愛の追跡』の続編となる新作『寒い気候の愛』を完成させた。前作と同じ田舎家という環境で、同じ登場人物が多く登場した。作品の受け取られ方は前作よりも温かいものであり、ウォーは称賛するときに条件をつける数少ない批評家の1人だったが、表現は良いが、会話がお粗末だと思った。1950年、ナンシーはアンドレ・ルーサンの戯曲『小さな小屋』を翻訳・翻案し、8月のウェストエンド・デビューの準備をした。「タイムズ」の劇評は「話し方が口語的で、予測のつかないものであり、即座にミットフォード女史の創作だと宣言している」としていた。この劇は合計1,261回上演され、ナンシーにはロイヤルティが毎月300ポンド入った。同年「サンデー・タイムズ」が連載コラムの寄稿を求めてきたので、ナンシーはそれを4年間続けた。この執筆で忙しい時期は1951年も続き、戦後3作目となる『恩恵』が出版された。これはパリを舞台にした半自叙伝風ロマンスであり、貴族的な若いイギリス婦人が肉欲的なフランス侯爵と結婚する話だった。ハロルド・アクトンはこれをナンシーの小説でも完成度が高いものと見ており「フランスを快活に愛する気持ちが広がっている」と言っていた。この本を献呈されたウォーは何も批判していない。ウォーはこの作品が「立派で、とても楽しく、一貫性があって完全であり、これまでの作品と比べても最良のもの」と思った。
ナンシーは続いて初の真面目な伝記もの『ポンパドゥール夫人』に取り掛かった。この本が1954年3月に出版されると、批評家の一般的な見方は「驚くべき娯楽性、歴史上のものとは思えない」とされていた。歴史家のA・J・P・テイラーは、18世紀のヴェルサイユを架空の田舎家「アルコンリー」に擬えたことが、ナンシーの最近のベストセラー小説の背景に似ていると評した。ナンシーはこの比較が侮辱的だと思った。

#### ノーブレス・オブリージュ
1954年、バーミンガム大学言語学教授アラン・ロスが、イングランドの社会階級における言語パターンの違いを表すために「Uと非U」という言葉を編み出した。"U"は上流階級の使い方、"非U"は低層階級の慣習的使い方だった。その記事は造詣あるフィンランドの雑誌に載っており、『愛の追跡』を上流階級の言語パターンの例として使ってわかりやすく解説していた。ナンシーは悪戯心で、雑誌「エンカウンター」にイギリスの貴族について書いていた記事に、この「Uと非U」理論を取り入れた。1955年9月にそれが出版されたとき、この見解はナンシーの記事の小さな部分にしかなっていなかったのに、大きな反響があった。巫山戯なのを認めたものは少なく、自分達がスノブなのか単に「普通」なのかを知りたいと願った読者から何百通もの手紙が届いた。あるレベルの心配あるいは楽しんだ興味は、1956年にハーミッシュ・ハミルトンが『ノーブレス・オブリージュ』と題する薄い本に記事を再掲載するまで続いた。この本にはロスのオリジナル論文の短縮版も掲載しており、さらにウォー、ベチェマン、ピーター・フレミング、クリストファー・サイクスの書いた論文も入れた。それは大きな成功であり、「『Uと非U』は当時の流行語になった...ナンシーのコメントは彼女を数世代にわたる良いマナーの決定者にした」とラベルは記録している。トンプソンは、おそらくナンシーの最も良く知られた遺産である『Uと非U』のラベルが自分のものではなく、からかいのために借りてきたものだという皮肉を述べている。

#### その後の経歴
1957年10月、パレウスキーは駐イタリアフランス大使に指名された。パレウスキーには政治や社交場の任務が多かったので、次第に会うことも希になっていたのが、年1回にまで減り、その間を時折の手紙が補っていた。ナンシーはこの別離について真の感情を隠していたが、ある知人が彼女は友人を次第に残酷にからかうようになっており、それがおそらく安全弁になっていると述べていた。「彼女が1人のみに告げるならば、彼女を慰めるために人ができることをするだろうから、彼女は不幸である」と語っていた。1958年3月、ナンシーの父リーズデール卿が死んだ。荼毘に付した後、妹のジェシカに、「彼がロンドンから持って帰っていたある種の包みに灰を入れた。上等でシックな茶色の紙と信じられないくらいきちんと結んだ結び目がある」と伝えた。

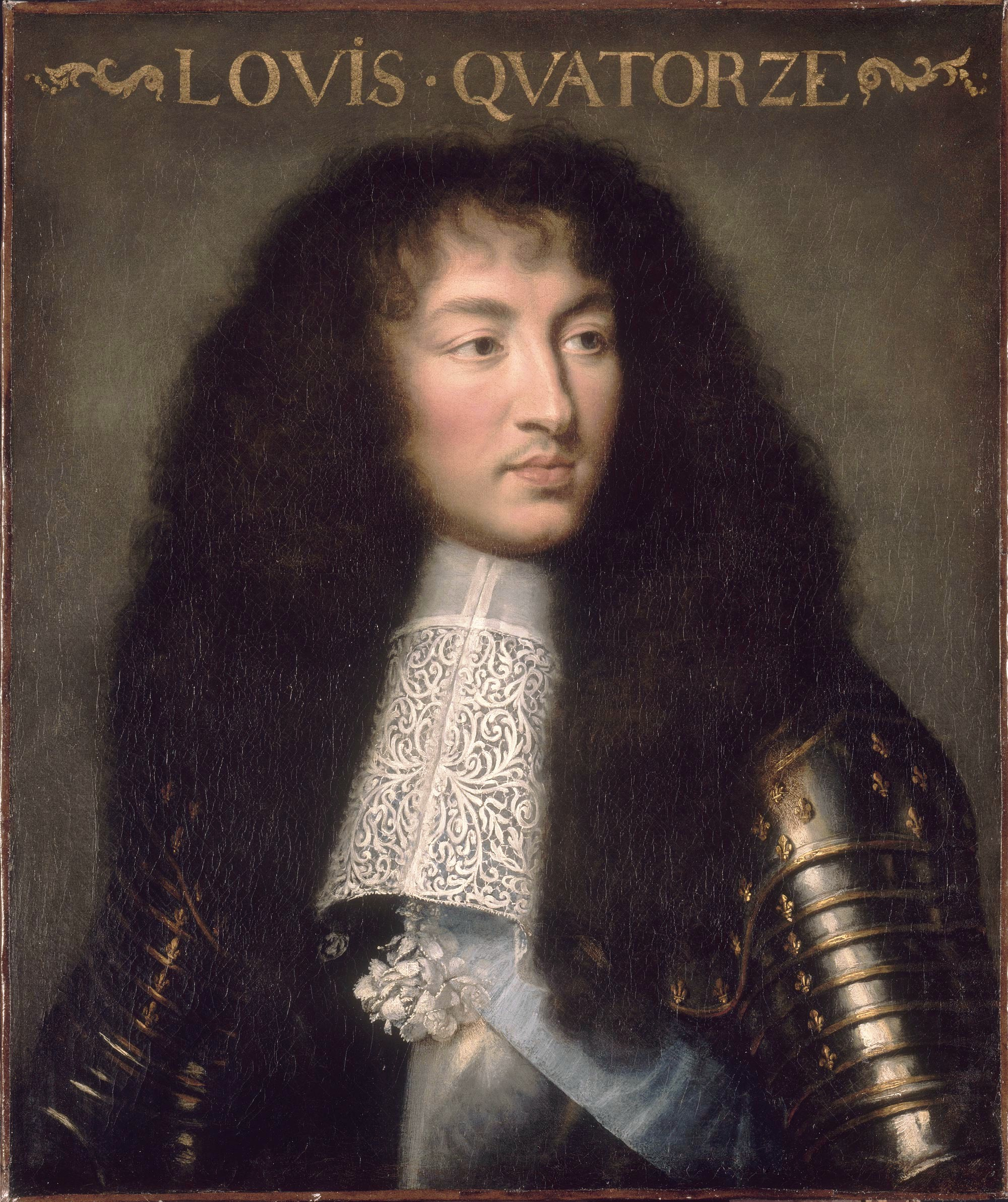
「太陽王」ルイ14世、好評だったナンシーの著作のモデル

一方、ナンシーは最新書である『愛のヴォルテール』を完成させた。これはヴォルテールとシャトレー侯爵夫人の情事に関する証言だった。ナンシーはこれを初めて真に成熟した作品、ベストのものだと考えた。1957年に出版されたその本は良く売れ、批評家に真面目に取り上げられ、友人には温かく称賛された。この作品はナンシーの視力に問題があったにも拘わらず書かれた。ある段階では眼科外科のパトリック・トレバー＝ローパーの診察を受けに行かねばならなかった。それで眼鏡を得て仕事がはかどることになった。ナンシーは頭痛を患うようになっており、1日数時間以上働くことがこの段階で大変難しくなっていた。
その後は小説に戻って『アルフレッドには告げるな』を書き、『愛の追跡』と『寒い気候の愛』の語りだったファニー・ウィンカムを復活させ、イギリス大使の妻として、舞台をパリに設定した。前作でお馴染みだった登場人物数人は端役で登場している。この本は1960年10月に出版され、大衆の間では人気が出たが、書評の関心を呼ばなかった。ナンシーの友人数人もそれを嫌ったので、ナンシーは以後小説を書かないことを心に決めた。
1962年8月、パレウスキーはジョルジュ・ポンピドゥー内閣の大臣に指名され、パリに戻ってきた。それでも頻繁に会えるような事態にはならず、ナンシーとの関係はよそよそしいままであり続けた。1963年4月、ナンシーは従兄弟のアンガス・オギルヴィとアレクサンドラ王女の結婚式で、イングランドに戻った。その1か月後にも5月25日に死んだ母リーズデール夫人の葬儀で戻った。ナンシーの友人達も「中年で」死んでいると、長い友人であるバイオレット・ハマーズレーに告げていた。早すぎる死を迎えた中には、1966年4月10日に死んだイーヴリン・ウォーがいた。ナンシーはウォーの敵対的な大衆イメージの背後にある親切さとユーモアを見ており、その死後に、イーヴリンについて誰も覚えていないことは、彼の全てが冗談だったということです、エブリシング（イーヴリンへの洒落）」と言っていた。トンプソンは二人の関係を20世紀最大の文学友達の1つと表現した。
これら個人的な変動の中で、ナンシーは執筆を続けた。1964年、ルイ14世の伝記である『太陽王』を書き始めた。その出版者はふんだんにイラストを使った卓上用大型豪華本で発行することにした。1966年8月に出版されると多くの賛辞が寄せられ、その中でもド＝ゴール大統領は閣僚全員に推薦した。この時までにパレウスキーとの関係はほぼ終わっており、最良の日々は二度と帰ってこないことを認識していた。ルー・ムシューのアパートの貸し主から圧力が掛かり（途方もない値上げを言ってきていた）、ナンシーはパリを離れて、ヴェルサイユで家を購うことにした。

### 晩年

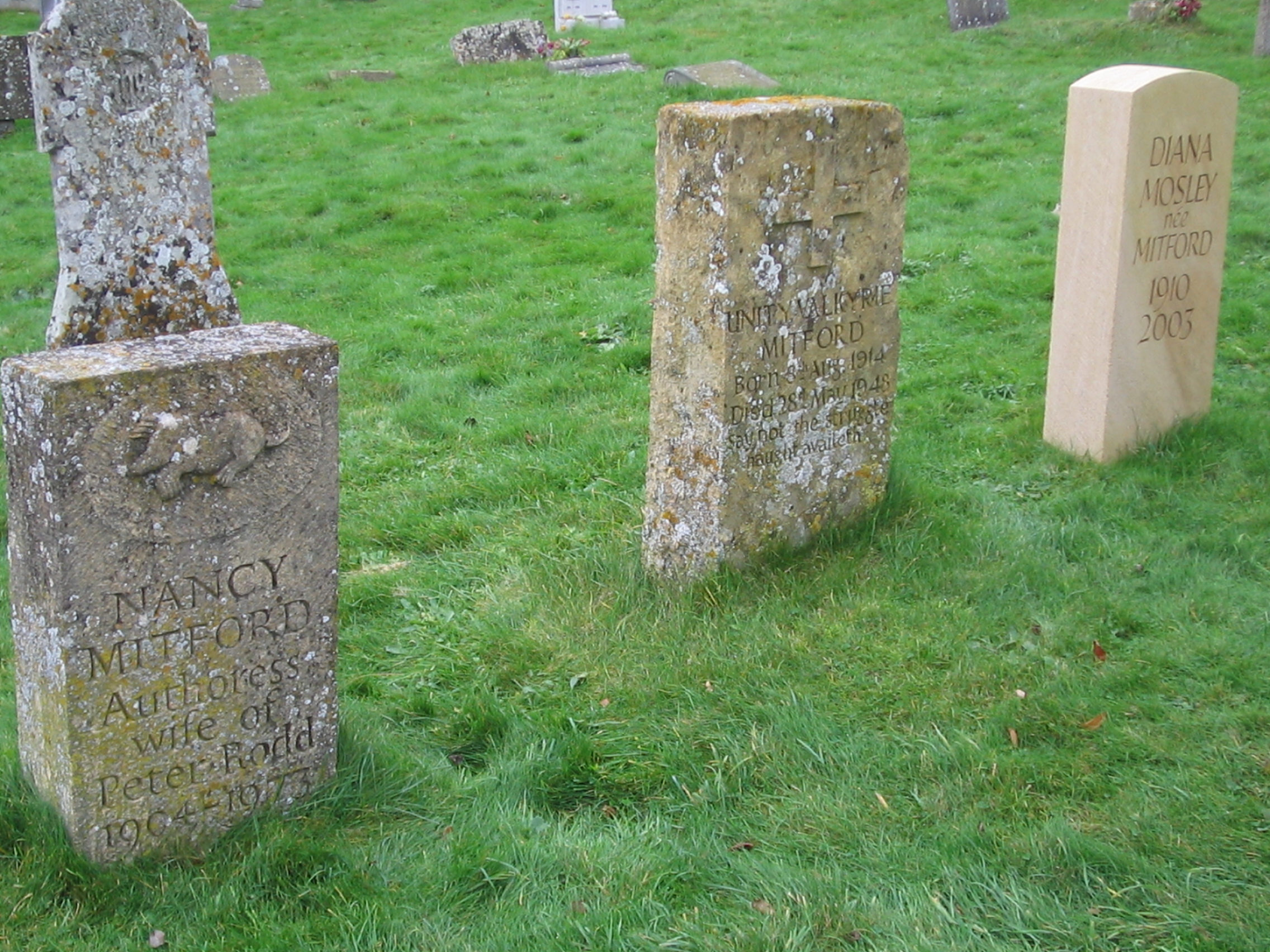
スウィンブルック教会墓地にある墓、左からナンシー、ユニティ、ダイアナ（2003年没

1967年1月ナンシーはヴェルサイユ、ルー・ダルトワ4号に引っ越した。その質素な家には半エーカー (2,000 m2) に庭が付いていた。それが直ぐにナンシーの大きな喜びの1つになった。1968年、最後の著作である『フリードリヒ大王』の伝記に取り掛かった。病気が続いた後の1969年3月、家に閉じこもっていたときに、新聞の報道でパレウスキーが裕福な離婚経験者サガン公爵夫人と結婚したことを知った。ナンシーは、パレウスキーが自分とは結婚しないことを以前から認めていた。それでもこのニュースには深く傷ついたが、表面上は無関心を装っていた。それから間もなく、腫瘍の除去のために入院した。手術後も痛みを感じていたが、執筆活動を続けられた。1969年10月、東ドイツの元王宮と戦場を訪れるために旅を引き受けた。著作を書き上げたが、1970年4月に検査のために再入院したものの、明確な診断にも効果的な治療にも繋がらなかった。
『フリードリヒ大王』は1970年後半に出版されたが、評価は無かった。ナンシーの余生は病気の連続だったが、暫くは妹たちや友人を訪ね、また庭仕事もした。1972年4月、フランス政府がナンシーにレジオンドヌール勲章を授け、同年後半にイギリス政府が大英帝国勲章を授けた。ナンシーは前者を喜び、後者を楽しんだ。ただしウォーが「侮辱」だと言っていたことを思い出し、受章を辞退した。1972年末、ロンドンのナフィールド・クリニックに入院し、血液の癌であるホジキンリンパ腫と診断された。その後も6か月生きたが、自活ができず、常に痛みを感じており、精神を強く保つために戦った。友人のジェイムズ・リーズ＝ミルンに宛てて、「大変不思議にも死にかけている。多くの滑稽で魅力ある側は痛みの側にはない」と書いていた。ナンシー・ミットフォードは1973年6月30日にルー・ダルトワの自宅で死に、ヴェルサイユで荼毘に付され、その灰はスウィブルックに持って帰られて妹のユニティの傍に埋葬された。

## 作品

### 小説
ナンシーは作家やジャーナリストとして訓練されてはいなかった。その文体、特に戦前の小説は砕けて形式ばらず、手紙のようだった。母方の祖父トマス・ボウルズは若かった普仏戦争のときに、アクトンが「極度に写実的で楽しませる」と表現した記事を書いており、彼から表現の自然な機知と鋭さを幾らか受け継いだ可能性がある。ナンシーの小説は上流階級の生活などに基づいており、風俗喜劇のジャンルに属している。主人公は通常知的な女性であり、人生を面白くすることに決めている風変わりな人物に囲まれ、概して自叙伝風である。トンプソンが言っているように、1930年代初期には彼女の友人の多くがものを書こうとしていたので、ナンシーが先ず小説を書こうとしたとしてもさして驚くほどのものではない。驚くべきは、最初の本の出版者を見つけた時の容易さであると、トンプソンは付け加えている。恐らく出版者のソーントン・バターワースは、「『今流行の』スタイルで書いた可愛くコネのある少女の考えを好んだ」からだとトンプソンは言っている。ナンシーは後に戦前の小説を恥ずかしく思うようになった。ラチェル・クックは2011年の再版のときに、その理由は無かったと考えており、「特殊な種類のエネルギーがあり、そのエンジンは、退屈するより死んだ方がましと考える作家の、称賛すべきかつ抗しがたい行動であると記していた。
批評家は戦後の小説をそれ以前のものとは異なる仲間に入れる。クックは、『愛の追跡』を「以前に来ていたものの上に何マイルも上昇する欠点のない小説」と表現していた。アクトンの見解では、『愛の追跡』と続編の『寒い気候の愛』が、大戦間のイングランドにおける田舎家生活の完全に美的な絵を提供しており、時代の歴史家によって長く参考にされることになる。これら後期の小説では、新しいレベルの心配りや巧妙さの背後に、「デイリー・テレグラフ」のゾーエ・ヘラーが「間違えようのないミットフォードのトリル音、その軽く、明るいカデンツの中に、衝撃を受けがたく、耐えやすい人生の見解が明らかになっている」のを聞くことができる。より深刻な低音にある時は、彼女の初期作品にある「明るく、もろく、基本的にはかない」性格に対照されることが明らかになる。「ガーディアン」のオリビア・レイングは「愛の追及に関するかすかで面白い悲観論とその結果」を軽い浅薄なものの下に見極めている。
『恩恵』はより分かれた反応があった。ウォーの判断は、この本を批判した者達は「怠惰な動物であり、...作家が成長する姿を辛抱して見ることができない」ということだった。ごく最近のフィリップ・ヘンシャーなどは、この小説が非常に楽しく、ミットフォードの「不思議な声」が消えていないが、イギリスの田舎家という環境よりも「フランスにいること」をあまり根拠にしておらず、その文明化された全ての体現として描くフランスの光景は説得力が足りない、と言っている。ナンシーの最後の小説『アルフレッドには告げるな』にも同様に優劣様々なコメントが付いており、ウォーは再度、「続編を要求するような」最良のものとしている。その判断ではほぼ一人しかおらず、他の批評家はこの本を構成する逸話の中に、何について書かれているか不確かさを見ている。アメリカの批評家はどの部分を真剣にとるべきか迷っている。「正確に何が進むのか? イートン校の生徒がビートに行くとしても見分けを付けられるだろうか? 現代の建築は皆サギなのか? "U"の人は実際にこのように喋るのか?」と言っていた。同じような質問が「タイムズ・リテラリー・サプリメント」の書評にも、ミットフォードの小説全体に関連して挙がっていた。「彼女はもっと懸命に努めたなら良い小説家になるのだろうか? さらに進んで素人くささを無くし、魅力を削り、彼女が知っていた以上の世界を見て、さらに重要なことに愛した以上の世界をみるだろうか?」と記していた。

### 伝記
ナンシーがその小説の中で発展させた生き生きとした性格描写は、その4編の伝記にも有効に使われていた。4編の最初のもの『ポンパドゥール夫人』ではウォーの忠告に従い、専門家のために書かずに、「時代の豊富な可愛さ」とともに「ストラチーの『ヴィクトリア女王』のような人気ある生活」を備えた。これはその後の伝記作品の基準となった。『愛のヴォルテール』についてナンシー自身の表現では「キンゼイが彼のシャトレー夫人との浮気を報告し、彼女のサン＝ランベールとの浮気、彼とド・ブフレ夫人との浮気...私はどんどんページを進められる」となっている。アクトンは『太陽王』が主題について最も高い娯楽性を英語に紹介したと考えた。ナンシーの非公式スタイルは文学批評家のキリル・コノリーが注目しており、見込みの無い材料を読める形に変えるのは、歴史家が羨む技術であると書いている。歴史家のアントニア・フレーザーは、「歴史や伝記の売り上げが1950年以来上昇した過程に」ナンシーが重要な貢献を果たしたと考えていた。

### ジャーナリズム、手紙などの作品
ナンシーは自分のことをジャーナリストだと考えていなかった。それでもその記事は人気があり、特にパリでの生活について「サンデイ・タイムズ」に寄稿したものがそうだった。トンプソンは、このシリーズをピーター・メイルの『プロバンスの1年』のより洗練されたバージョンであり、フランスを最もありそうなやり方でイギリスに持ってきた」と表現した。トンプソンは、ナンシーは常に有能な作家であるが、彼女の真の性格が表れるのは、表現の自由と想像の飛躍を持ったその手紙にあると付け加えている。多くの記事が作品集のなかで出版されている。「インデペンデント」の書評家に拠れば、「喜ばしく、不快で面白い機知の火花で溢れ、丁寧さとは離れた新鮮さがある」と表現している。

## 作品一覧
出版者は初版発行者のみを示す

### 小説
- 『ハイランド・フリング』 Highland Fling. London: Thornton Butterworth. (1931). OCLC 12145781
- 『クリスマス・プディング』 Christmas Pudding. London: Thornton Butterworth. (1932). OCLC 639867174
- 『緑地の鬘』 Wigs on the Green. London: Thornton Butterworth. (1935). OCLC 5728619
- 『ピジョン・パイ』 Pigeon Pie. London: Hamish Hamilton. (1940). OCLC 709966771
- 『愛の追跡』 The Pursuit of Love. London: Hamish Hamilton. (1945). OCLC 857990796

奥山康治監訳. 彩流社 1991
- 『寒い気候の愛』 Love in a Cold Climate. London: Hamish Hamilton. (1949). OCLC 563596524
- 『恩恵』 The Blessing. London: Hamish Hamilton. (1951). OCLC 752807050
- 『アルフレッドには告げるな』 Don't Tell Alfred. London: Hamish Hamilton. (1960). OCLC 757838847

### 伝記
- 『ポンパドゥール夫人』 Madame de Pompadour. London: Hamish Hamilton. (1954). OCLC 432649137

柴田都志子訳 東京書籍 2003
- 『愛のヴォルテール』 Voltaire in Love. London: Hamish Hamilton. (1957). OCLC 459588409
- 『太陽王』 The Sun King. London: Hamish Hamilton. (1966). OCLC 229419330
- 『フリードリヒ大王』 Frederick the Great. London: Hamish Hamilton. (1970). ISBN 0-241-01922-2

### 劇
- The Little Hut. London: Hamish Hamilton. (1951). OCLC 317377443 アンドレ・ルーサンの戯曲『小さな小屋』を翻訳・翻案

### 編集者として
- 『アルダリーの淑女達』 The Ladies of Alderley: Letters 1841–1850. London: Chapman & Hall. (1938). OCLC 408486
- 『アルダリーのスタンレー』 The Stanleys of Alderley: Letters 1851–1865. London: Chapman & Hall. (1939). OCLC 796961504
- 『ノーブレス・オブリージュ』 Noblesse oblige: An inquiry into the identifiable characteristics of the English aristocracy. London: Hamish Hamilton. (1956). OCLC 219758991 ナンシー・ミットフォードの随筆『イギリスの貴族』を掲載、first published in Encounter, September 1955

### 書簡集
- 『ナンシーから愛』Mosley, Charlotte (ed.) (1993). Love from Nancy: The Letters of Nancy Mitford. London: Hodder & Stoughton. ISBN 978-0-340-53784-8
- 『ナンシー・ミットフォードとイーヴリン・ウォーの手紙』Mosley, Charlotte (ed.) (1996). The Letters of Nancy Mitford and Evelyn Waugh. London: Hodder & Stoughton. ISBN 0-340-63804-4
- 『カーソン通り10の本屋』Smith, John Saumarez (ed.) (2004). The Bookshop at 10 Curzon Street: Letters between Nancy Mitford and Heywood Hill 1952–73. London: Frances Lincoln. ISBN 978-0-7112-2452-0
- 『ミットフォード』（6人姉妹の手紙）Mosley, Charlotte (ed.) (2007). The Mitfords: Letters Between Six Sisters. London: Fourth Estate. ISBN 978-1-84115-790-0

### その他の作品
ミットフォードは記事、書評、随筆、序文など多作だった。その幾らかは『The Water Beetle』（ハーミッシュ・ハミルトン、1962年）と『'A Talent to Annoy』（ハーミッシュ・ハミルトン、1986年）という全集に収められた。ラファイエット夫人のロマンス小説『クレーブの奥方』の翻訳が1950年にアメリカで出版されたが、酷評された。

## 原註と脚注
原註
1. ↑  1886年以後、フリーマン＝ミットフォードが公式の家名だが、ナンシーもその兄弟も正式文書以外では使っていない。ナンシーの出版された作品は全て「ミットフォード」のみ記されている。大英帝国勲章には「ミットフォード」を指定し、墓碑銘にも短縮形が使われている[1][2]
2. ↑  クレメンタインとウィンストン・チャーチルの娘、メアリー・ソームズは、クレメンタインの父親として最も可能性が強いのはスコットランドの土地所有者、馬の飼育者、かつおそらくオーストリア皇后エリーザベトの愛人だったウィリアム・ジョージ・"ベイ"・ミドルトン（1846年-1892年）だと考えている。ソームズはクレメンタインの妹ネリーの父親はバーティ・ミットフォードだったと示唆している。[10]
3. ↑  ウィリアム・ミットフォードの兄、ジョン・フリーマン＝ミットフォードはアイルランドの下院議長かつ大法官であり、1802年に貴族に列せられた。この爵位は初代男爵の息子の死とともに廃止された[12][13]
4. ↑  6女のデボラは1920年に生まれた。ヘイスティングスは、リーズデール卿が最後の子もまた女だったので失望しており、もう一人男の子を欲しがっていたと記録している[29]
5. ↑  エズモンド・ロミリーは、クレメンタイン・チャーチルの妹ネリーの息子だったが、実際には母と義兄のウィストン・チャーチルの浮気で生まれたという噂があった。チャーチルの若いときとロミリーには身体的に似通ったところがあった。ロミリーの伝記を書いたケビン・イングラムはチャーチルが父であるという話を根拠のないものとして否定しており、おそらくナンシーが巫山戯て創作したものと片付けていた[65][66]
6. ↑  1940年5月、ヒトラーがオランダに侵攻した後、エズモンド・ロミリーはカナダ空軍に加わり、オブザーバーとして訓練後にパイロット・オフィサーとして任官された。1941年11月にハンブルク爆撃に向かう途中で戦死した[67]
7. ↑  ユニティは部分的に快復した。その後9年間を生きたが、終生傷は残った。銃弾は取り出せないことが分かり、髄膜炎を患ったままとなった。[77]
8. ↑  ダイアナは戦後長くなるまで、自分が投獄されたことに関わったナンシーの役割を知らなかった。ナンシーが生きている間、2人は親密なままだった。しかし、2001年のテレビ番組で、ダイアナは姉のことを「私が知っている中でも最も不誠実な人」だと語っていた。[80][81]
9. ↑  この店は1936年にG・ヘイウッド・ヒルが創業した。ナンシーは後にこの店の共同経営権を買った。その持ち分は甥のデボンシャー公爵に渡ることになった。1995年から2004年、この店が文学賞を後援し、2011年に店の創業75周年を記念して復活した。[87]
10. ↑  トムは強いドイツ支持派であり、ドイツと戦うようりも日本と戦うためにビルマへの派遣を申請した[92]
11. ↑  ロッドとナンシーは1957年に離婚し、ロッドは1968年に死んだ[96]
12. ↑  アメリカ言語学会の雑誌「ランゲージ」の記事は、ロスのオリジナル論文の多くが省略されており発音に関するところが全て無いと苦情を付けた[116]
13. ↑  『Uと非U』という言葉は恒久的に言語になった。トンプソンは『ノーブレス・オブリージュ』に伴う悪名が、ナンシーをある見方で「超スノブ」と烙印すること、また真面目な記事から注意をひくことで、ナンシーについて回るようになったと論じている。1973年の「デイリー・テレグラフ」の死亡記事では、「ナンシー・ミットフォード、Uと非Uの創造者、満68歳没」となっていた[120]
14. ↑  パレウスキーは同時に別の女性との関係もあり、その女性はパリのナンシーの近所に住んでいた。1961年、この女性がパレウスキーの子供を産んだ。パレウスキーはナンシーにその女性と結婚する意図はないと保証し、ナンシーとの関係が続かない理由は無いと告げた[127]

脚注
1. 1 2  Acton, pp. 232–34
2. ↑  Thompson, p. 1
3. ↑  Burke, p. 282
4. ↑  Burke, p. 286
5. ↑  Taylor, J.S.. “Mitford, William”.   Oxford Dictionary of National Biography, Online edition. 2014年1月9日閲覧。 (要購読、またはイギリス公立図書館への会員加入)
6. ↑  Acton, pp. 2–4
7. ↑  Hastings, p. 2
8. ↑  Lovell, p. 25
9. ↑  Lovell, p. 533
10. ↑  Soames, Ch. 1: "Forbears and Early Childhood"
11. ↑  “Mitford, Algernon Bertram Freeman-”.   Oxford Dictionary of National Biography, Online edition. 2013年12月2日閲覧。 (要購読、またはイギリス公立図書館への会員加入)
12. ↑  Greer, D.S.. “Mitford, John Freeman-, first Baron Redesdale”.   Oxford Dictionary of National Biography, Online edition. 2013年12月2日閲覧。 (要購読、またはイギリス公立図書館への会員加入)
13. ↑  “Mitford, John Thomas Freeman-, first earl of Redesdale”.   Oxford Dictionary of National Biography, Online edition. 2013年12月2日閲覧。 (要購読、またはイギリス公立図書館への会員加入)
14. ↑  Parry, Jonathan. “Russell, John, Viscount Amberley”.   Oxford Dictionary of National Biography Online edition. 2014年1月9日閲覧。 (要購読、またはイギリス公立図書館への会員加入)
15. 1 2  Hastings, pp. 234–35
16. ↑  Lovell, p. 338
17. 1 2  Hastings, p. 5
18. ↑  “Bowles, Thomas Gibson”.   Oxford Dictionary of National Biography, Online edition. 2013年12月4日閲覧。 (要購読、またはイギリス公立図書館への会員加入)
19. ↑  Hastings, p. 6
20. ↑  Lovell, pp. 16–17
21. ↑  Hastings, pp. 7–8
22. ↑  Hastings, p. 9
23. 1 2  Hastings, p. 10
24. 1 2 3 4 5 6 7 8  Hastings, Selina. “Mitford, Nancy Freeman-”.   Oxford Dictionary of National Biography, Online edition. 2013年12月5日閲覧。 (要購読、またはイギリス公立図書館への会員加入)
25. ↑  Hastings, pp. 15–17
26. ↑  Lovell, p. 32
27. ↑  “Casualty details: Freeman-Mitford, Clement B. Ogilvy”.   Commonwealth War Graves Commission. 2013年12月5日閲覧。
28. 1 2  Hastings, pp. 22–24
29. ↑  Hastings, p. 7
30. ↑  Lovell, p. 42
31. ↑  Acton, p. 9
32. ↑  Hastings, p. 33
33. ↑  Lovell, pp. 51–52
34. ↑  Alexander Mosley, quoted in Thompson, p. 47
35. 1 2  Hastings, pp. 37–38
36. ↑  Thompson, pp. 51–52
37. ↑  Mosley (ed.), pp. 16–17
38. ↑  Hastings, pp. 42–43
39. ↑  Byrne, p. 113
40. ↑  Hastings, pp. 46–49
41. ↑  Byrne, p. 118
42. ↑  Lovell, pp. 107–08
43. ↑  Acton, p. 28
44. ↑  Hastings, pp. 56–61
45. ↑  Thompson, pp. 94–95
46. ↑  Thompson, p. 93
47. ↑  Hastings, p. 69
48. ↑  Mosley (ed.), p. 62
49. 1 2  Thompson, pp. 86–88
50. 1 2  Hastings, p. 70
51. ↑  Hastings, pp. 71–72
52. 1 2  Lovell, pp. 147–49
53. ↑  Hastings, pp. 73–75
54. ↑  Hastings, pp. 76–77
55. ↑  Thompson, pp. 99–100
56. ↑  Mosley (ed.), p. 90
57. 1 2  Lovell, pp. 150–51
58. ↑  Loraine, Percy. “Rodd, James Rennell”.   Oxford Dictionary of National Biography Online edition. 2013年12月10日閲覧。
59. ↑  Acton, p. 40
60. ↑  Sykes, p. 41
61. ↑  Hastings, pp. 87–91
62. ↑  Hastings, pp. 92 and  96–97
63. ↑  Lovell, pp. 196–97
64. ↑  Hastings, pp. 105–10
65. ↑  Ingram, pp. 17–18
66. ↑  Lovell, p. 26
67. 1 2  Parker, Peter. “Romilly, Esmond Marcus David”.   Oxford Dictionary of National Biography Online edition. 2013年12月11日閲覧。 (要購読、またはイギリス公立図書館への会員加入)
68. 1 2  Hastings, pp. 111–12
69. ↑  Thompson, p. 127
70. ↑  Hastings, p. 115
71. ↑  Hastings, pp. 116–18
72. ↑  Mosley (ed.), p. 116
73. ↑  Thompson, p. 140
74. ↑  Hastings, p. 95
75. ↑  Hastings, pp. 113–14
76. ↑  Hastings, p. 119
77. 1 2  Davenport-Hines, Richard. “Mitford, Unity Valkyrie Freeman-”.   Oxford Dictionary of National Biography Online edition. 2013年12月14日閲覧。 (要購読、またはイギリス公立図書館への会員加入)
78. ↑  Lovell, pp. 324–25
79. ↑  Reynolds, Paul (2003年11月14日). “Nancy Mitford spied on sisters”.   BBC News. 2013年12月16日閲覧。
80. ↑  Thompson, p. 167
81. ↑  Hastings, p. 131
82. ↑  Thompson, pp. 146 and 151
83. ↑  Hastings, pp. 128–29
84. ↑  Thompson. pp. 160–61
85. ↑  Hastings, p. 135
86. ↑  Hastings, pp. 133–41
87. ↑  Stoker Devonshire(12th Duke of Devonshire) (3 December 2011). “A new chapter”. The Spectator.
88. ↑  Thompson, pp. 184–85
89. ↑  Lovell, pp. 356–58
90. ↑  Thompson, p. 209
91. 1 2  Hastings, pp. 165–67
92. 1 2  Thompson, pp. 221–22
93. ↑  Thompson, pp. 225–27
94. ↑  Hastings, p. 168
95. 1 2  Hastings, pp. 171–72
96. ↑  Hastings, pp. 204 and 232
97. 1 2  Hastings, pp. 173–82
98. ↑  Mosley (ed.), pp. 184–85
99. ↑  Acton, pp. 71–72
100. ↑  Hastings, pp. 221–22
101. ↑  Devonshire, Deborah (2010). Wait for Me!. Hachette. ISBN 184854457X 2014年6月22日閲覧。
102. ↑  Hastings, p. 189
103. ↑  Amory (ed.), p. 301
104. 1 2  Thompson, pp. 284–86
105. ↑  “Lyric Theatre”. The Times:  p. 6. (1950年8月24日)
106. ↑  Thompson, p. 279
107. ↑  Acton, p. 85
108. ↑  Amory (ed.), p. 346
109. ↑  Hastings, pp. 219–20
110. ↑  Mosley (ed.), pp. 381–82
111. ↑  Thompson, pp. 287–88
112. ↑  Ross, Alan S.C. (1954). “Linguistic Class Indicators in Present-day English”. Neuphilologische Mitteilungen (Finland):  pp. 113–49.
113. 1 2  Hastings, pp. 223–25
114. ↑  Mitford, Nancy (September 1955). “The English Aristocracy”. Encounter:  pp. 11–15.
115. 1 2  Thompson, pp. 294–95
116. ↑  Bailey, Richard W. (March 2005). “Reviews: Talking Proper: The rise of accent as a social symbol”. Language 81 (1):  pp. 269–71. doi:10.1353/lan.2005.0002. (要購読契約)
117. ↑  Waugh, Evelyn (December 1955). “An Open Letter to the Hon. Mrs. Peter Rodd (Nancy Mitford) on a Very Serious Subject”. Encounter:  pp. 11–16.
118. ↑  Acton, p. 99
119. ↑  Lovell, pp. 452–53
120. ↑  Thompson, p. 297
121. ↑  Hastings, pp. 213–14
122. ↑  Lovell, p. 455
123. ↑  Thompson, p. 340
124. ↑  Thompson, p. 346
125. ↑  Hastings, Selina (2002). Nancy Mitford. Random House. p. 226. ISBN 0099429551 2014年6月22日閲覧。
126. ↑  Hastings, pp. 227–30
127. 1 2  Hastings, pp. 215–17
128. ↑  Acton, p. 143
129. ↑  Thompson, p. 370
130. ↑  Thompson, p. 272
131. ↑  Hastings, pp. 236–38
132. ↑  Thompson, p. 376
133. ↑  Thompson, p. 372
134. ↑  Acton, p. 173
135. ↑  Lovell, p. 485
136. ↑  Hastings, pp. 242–44
137. ↑  Hastings, p. 247
138. ↑  Thompson, p. 387
139. ↑  Thompson, p. 398
140. ↑  Hastings, p. 255
141. ↑  Acton, p. 25
142. ↑  Acton, p. 26
143. ↑  Blain et al, p. 747
144. ↑  Drabble (ed.), p. 657
145. 1 2  Cooke, Rachel (2011年12月23日). “Rereading: Christmas Pudding by Nancy Mitford”. The Guardian
146. ↑  Acton, p. 59
147. ↑  Heller, Zoë (2010年3月8日). “Zoë Heller on Nancy Mitford”. The Daily Telegraph
148. ↑  Hastings, p. 129
149. ↑  Laing, Olivia (2010年3月21日). “The Pursuit of Love by Nancy Mitford”. The Guardian
150. ↑  Amory (ed.), p. 354
151. ↑  Thompson pp. 307–10
152. ↑  Amory (ed.), pp. 558–59
153. ↑  Quintana, Ricardo (Winter 1962). “Book Reviews: Don't Tell Alfred”. Wisconsin Studies in Contemporary Literature 3 (1):  pp. 81–84. (要購読契約)
154. ↑  Thompson, pp. 364–65
155. ↑  Amory (ed.), p. 393
156. ↑  Mosley (ed.), p. 412
157. ↑  Acton, p. 167
158. ↑  Thompson, p. 413
159. ↑  Thompson, p. 281
160. ↑  Walter, Natasha (1993年10月2日). “Review: Pursuit of bloody-minded charm: 'Love From Nancy: The Letters of Nancy Mitford'”. The Independent
161. ↑  Thompson, p. 253

参考文献
- Acton, Harold (1975). Nancy Mitford: A Memoir. New York: Harper & Row. ISBN 0-06-010018-4
- Amory, Mark (ed.) (1980). The Letters of Evelyn Waugh. London: Phoenix. ISBN 1-85799-245-8
- Blain, Virginia; Clements, Patricia; Grundy, Isobel (1990). The Feminist Companion to English Literature. London: B.T. Batsford Ltd. ISBN 0-7134-5848-8
- Burke, John (1836). A Genealogical and Heraldic History of the Commoners of Great Britain and Ireland. London: H. Colburn. OCLC 12579942
- Byrne, Paula (2010). Mad World. London: Harper Press. ISBN 978-0-00-724377-8
- Drabble, Margaret (ed.) (1985). The Oxford Companion to English Literature. Oxford: Oxford University Press. ISBN 0-19-866130-4
- Hastings, Selina (1985). Nancy Mitford. London: Hamish Hamilton. ISBN 0-241-11684-8
- Ingram, Kevin (1985). Rebel: The Short Life of Esmond Romilly. London: Weidenfeld and Nicolson. ISBN 0-297-78707-1
- Lovell, Mary S. (2002). The Mitford Girls: The Biography of an Extraordinary Family. London: Abacus. ISBN 0-349-11505-2
- Mosley, Charlotte (ed.) (1993). Love from Nancy: The Letters of Nancy Mitford. London: Hodder & Stoughton. ISBN 0-340-53784-1
- Soames, Mary (2012). Clementine Churchill. London: Random House. ISBN 978-0-679-64518-4 Ebook, first published by Cassell, London 1979. ISBN  0-304-30321-6
- Sykes, Christopher (1975). Evelyn Waugh: A biography. London: Collins. ISBN 0-00-211202-7
- Thompson, Laura (2003). Life in a Cold Climate: Nancy Mitford, Portrait of a Contradictory Woman. London: Headline Book Publishing. ISBN 0-7472-4574-6